# Jesus Camp
Pour plus de détails, voir Fiche technique et Distribution.
Jesus Camp est un documentaire américain sorti en 2006 réalisé par Rachel Grady et Heidi Ewing. Le film se focalise sur un centre chrétien charismatique pour les enfants. La position de la directrice du centre est que les enfants ont des « dons prophétiques » et peuvent « reprendre les États-Unis pour le Christ ». Selon le distributeur du film, « il ne porte pas un avis fourni » et essaie de donner « une description honnête et impartiale d'une faction de la communauté chrétienne évangélique ».

## Synopsis
Le film traite du centre Kids on Fire, un rassemblement évangélique néo-charismatique pour enfants près de Devils Lake (Dakota du Nord) créé par Becky Fisher et son ministère Kids in Ministry International. Les sujets principaux du film sont des enfants qui étaient au rassemblement pendant l'été 2005 : Levi, Rachael et Tory (Victoria). Le film inclut des extraits vidéos au rassemblement et à Christ Triumphant Church à Lee's Summit (Missouri).
Les trois enfants sont chrétiens dévots nonobstant leur âge. Levi a déjà prêché des sermons au temple de son père, Rock of Ages Church à St. Robert (Missouri). Il est élève à domicile ; sa mère dit que Dieu ne lui a pas donné un enfant pour qu'il soit élevé par quelqu'un d'autre. Levi apprend la science d'un livre qui essaie de réconcilier le créationnisme avec des principes scientifiques. Il apprend aussi que le réchauffement climatique est de la spéculation politique. À Kids on Fire, Levi prêche que sa génération jouera un rôle clef dans la résurrection de Jésus. Rachael, qui est aussi paroissienne au même temple, où son propre père est pasteur adjoint, fait une prière au lieu de jouer au bowling et donne des Chick Tracts aux  joueurs. Elle condamne des temples non-charismatiques (selon elle, « temples morts ») ; elle dit que ces temples sont « des temples où Dieu n'aime pas aller ». Tory quant à elle danse souvent sur du heavy metal chrétien, mais dit qu'elle doit se surveiller pour être sûre de ne pas danser « pour la chair » et ainsi se dévouer uniquement à Dieu.
Fischer dit que les enfants doivent se purifier pour « faire partie de l'armée de Dieu ». Elle croit fermement que les enfants ont un rôle-clé à jouer pour convertir les États-Unis aux mœurs sociales chrétiennes. Elle pense aussi que les chrétiens doivent se focaliser sur l'entraînement des enfants parce que « l'ennemi » (l'Islam) entraîne des enfants. Elle compare ses méthodes à l'entraînement des terroristes. Elle dit: « Je veux voir des jeunes qui sont dédiés à la cause de Jésus-Christ comme les jeunes sont dédiés à l'Islam. Je veux les voir sacrifier leur vies pour l'évangile comme ils font au Pakistan, en Israël et en Palestine. »
Dans une scène à Christ Triumphant Church, une femme apporte une silhouette en carton à taille réelle de George W. Bush au temple et demande aux enfants de lever les mains vers lui pour prier. Dans une autre scène, Lou Engle , chef de International House of Prayer et Harvest International Ministries, montre aux enfants des modèles en plastique des « fœtus » et les exhorte à combattre l'avortement. Il prie pour que Bush nomme des « juges justes » qui opéreront un revirement de la jurisprudence Roe v. Wade. À la fin du sermon, les enfants crient « juges justes! juges justes! ». Engle aussi mène une prière de masse à côté de la Cour suprême des États-Unis.
Le film dépeint Ted Haggard comme un prêcheur contre l'homosexualité ; le film a été tourné avant la révélation d'un scandale sur l'utilisation de Haggard de méthamphétamine avec un prostitué. Levi dit qu'il est surexcité avant de rencontrer Haggard.
Pendant le film, Fischer et Mike Papantonio débattent sur le ministère. Fischer explique que la démocratie est imparfaite et conçue pour s'autodétruire « parce que nous devons donner à chacun une liberté égale ».

## Fiche technique
- Réalisation et production : Heidi Ewing et Rachel Grady
- Photographie : Mira Chang et Jenna Rosher
- Musique : Force Theory, Michael Furjanic et Neill Sanford Livingston
- Montage : Enat Sidi
- Pays :  États-Unis
- Société de distribution : Haut et Court
- Date de sortie : 
  -  France : 18 avril 2007

## Distribution
- Becky Fischer : Elle-même
- Lou Engle : Lui-même
- Ted Haggard : Lui-même
- Mike Papantonio : Lui-même - narrateur